# Metarbelodes umtaliana
Metarbelodes umtaliana is een vlinder uit de familie van de Metarbelidae. De wetenschappelijke naam van deze soort is voor het eerst gepubliceerd in 1901 door Per Olof Christopher Aurivillius.
Deze soort komt voor in Kenia, Namibië en Zimbabwe.